# Raval de Dalt (Vall-llobrega)
El Raval de Dalt és un nucli del municipi de Vall-llobrega (Baix Empordà) protegit com a bé cultural d'interès local.

## Descripció
Aquest nucli poblament forma part, juntament amb l'anomenat "Raval de Baix" o "aval de Mar", del terme municipal de Vall-llobrega i està situat a un quilòmetre de distància de l'anterior, prop de la capçalera de la vall que es troba al peu de les Gavarres. El formen un conjunt de cases emplaçades a banda i banda de la carretera local que el comunica amb el nucli baix. Són construccions de tipologia rural, de pedra, amb planta baixa i un o dos pisos i coberta de teula a dues vessants, que conserven llindes dels segles XVII i XVIII.

## Història
El nucli de Dalt va desenvolupar-se en un emplaçament proper al que ocupa l'església vella de Sant Mateu de Vall-llobrega, edifici romànic segurament del segle xi, que degué ser abandonat en construir-se la nova església del Raval de Baix en el segle xvii. En l'actualitat algunes cases del nucli s'han adaptat com a segona residència.